# 公民黨 (香港)
公民黨（英語：Civic Party），是香港一個已解散的政黨，成立於2006年3月19日。曾是香港民主派政黨在區議會的第二大政黨，意識形態派別為溫和民主派。

## 背景

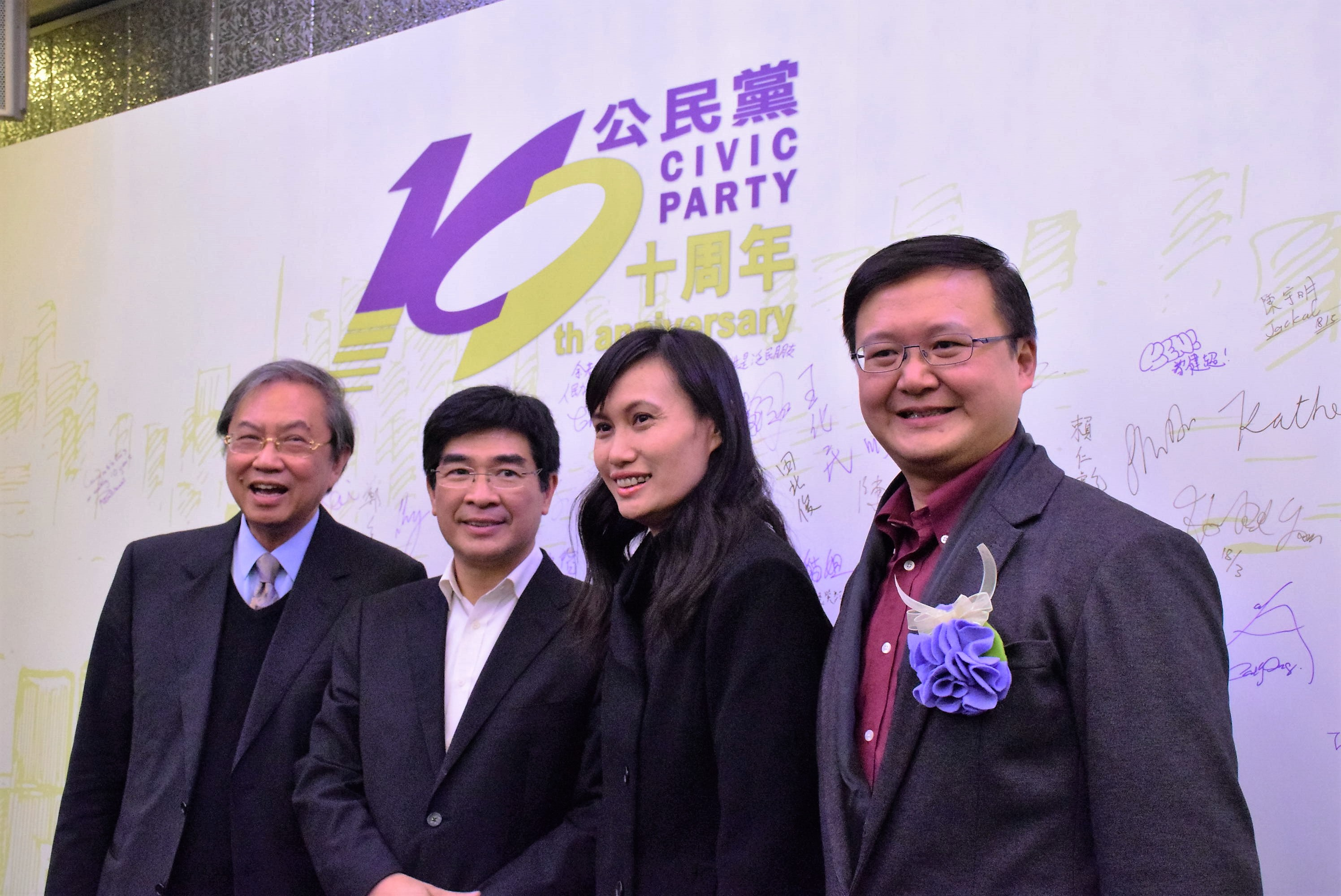
公民黨成立10週年

公民黨的主要成員來自四十五條關注組，主要成員還有以黎廣德為代表，活躍於公民社會的非政府組織成員、大學學者，另加上數名香港專上學生聯會（學聯）成員及立法會議員籌組而成。成員包括6名立法會議員、12名區議員，黨員人數約為300多人，大部分是香港社會的專業人士。
2012年香港立法會選舉取得六個議席，僅次於建制派政黨民建聯與工聯會與同屬民主派的民主黨並列第二，當中地方直選選票上超越民主黨而成為民主派第一大黨。
2013年3月21日，聯同其他民主派政黨及團體成立真普選聯盟。

## 歷史
2006年
- 3月19日：公民黨成立，由香港中文大學關信基教授出任黨主席、余若薇議員任黨魁，創黨成員逾百人。
- 3月31日：公民黨發表首份政策立場書：《締造可持續及開放的電力市場》。
- 5月下旬：公民黨首次外訪考察，前往台灣，訪問當地朝野官員及議會代表。
- 6月23日：特區政府堅持撥款興建新政府總部，公民黨連同專業團體及民間組織則提出反建議，要求當局關注工程項目引發的環境及規劃問題。
- 7月1日：參與七一大遊行爭取2012雙普選。
- 8月2-5日：立法會審議截取通訊及秘密監察立法，公民黨吳靄儀議員連同其他民主派議員合共提出超過四百項修正案，但全部均被建制派所否決，經過五十多小時辯論後，全體民主派議員離場，抗議法案內容侵害人權。
- 10月3日：公民黨派出梁家傑議員參加翌年舉行的行政長官選舉。
- 10月15日：公民黨首個地區辦事處——九龍西支部辦事處在油尖旺區投入服務。
- 10月26日：「立法會議員天主教監察組」發表2005至06年度監察議會報告，表揚公民黨有三位議員在該年度立法會會議的出席率達百分之一百；此外，五位議員的發言次數相對其他議員較高。
- 12月10日：負責提名及選舉行政長官的選舉委員會改選，公民黨與民主派友好合共派出137人角逐，結果民主派取得114席，連同二十多位民主派立法會議員，梁家傑篤定取得行政長官選舉提名；另外在選戰期間，梁家傑獲得逾五萬二千位市民簽名支持。
- 全年：公民黨共發表十七份政策立場書，針對能源、教育、憲制、公平競爭及城市規劃等不同課題提出政策建議。

2007年
- 2月1日：公民黨九龍東支部辦事處在觀塘區成立。
- 3月1日：香港歷史上首次行政長官選舉候選人電視辯論，梁家傑與爭取連任的時任香港行政長官曾蔭權交鋒；兩星期後兩人再進行辯論，共吸引超過二百三十萬本地觀眾收看，辯論內容也即時直播至華南地區。
- 3月25日：行政長官選舉結束，曾蔭權在選舉委員會的投票中當選，取得649票，梁家傑則取得123票，在近8,000張民間模擬公投選票中取得超過5,100票。
- 7月1日：參與七一大遊行爭取2012雙普選。
- 7月11日：特區政府發表政改綠皮書，當中對落實全面普選行政長官及立法會的時間安排上態度含糊，公民黨與民主派堅持應於2012年全面普選行政長官及立法會，並隨即發起一連串行動，動員市民回應當局的綠皮書，爭取民主。
- 8月4日：公民黨新界西支部辦事處在屯門區成立。
- 10月7日：參與「撐2012普選行動」，集合五千多人同時用雨傘排出2012的圖案，以表現爭取2012雙普選的決心。
- 10月8日：公民黨舉辦了一場「讓愛遺傳慈善音樂會」，並獲得韓國四根指頭著名鋼琴家李希雅和香港醫學會管弦樂團的傾力演出，為「香港黏多糖症暨罕有遺傳病互助小組」籌募了一百萬元經費。
- 11月6日：「立法會議員天主教監察組」發表二〇〇六至〇七年度監察議會報告，表揚公民黨有三位議員在該年度的立法會會議出席率達百分之一百，議員平均發言次數屬四個主要政黨中最多。
- 11月18日：公民黨首次派員參與區議會選舉，在12個區議會中競逐42個席位，最終8人當選，其中5人為成功連任。
- 12月29日：北京的全國人大常委會決定否決香港於2012年實行雙普選，但可於2017年普選行政長官，其後再普選立法會，細節則留待特區政府草擬方案，公民黨與其他民主派敦促特區政府不能再拖延普選，且不能將違背國際標準的選舉制度等同普選。
- 全年：公民黨共發表三十份政策立場書，針對能源、教育、憲制、公平競爭及城市規劃等不同課題提出政策建議，並就年度施政報告及財政預算案提出公民黨的主張。

2008年
- 1月12日：「民主苦行十公里」公民黨黨員及市民步行十公里宣傳1月13日的爭取雙普選大遊行。
- 1月13日：參與民主派籌辦的「爭取2012雙普選大遊行」。
- 1月15日：公民黨開辦網上電視取代網上電台，進一步進軍網上媒介。[3]
- 5月3日：公民黨港島區支部（南區）辦事處在香港仔成立。
- 7月1日：參與七一大遊行爭取2012雙普選。
- 9月7日：公民黨首次參加立法會選舉，派出黨員競逐5個地區直選及4個功能界別議席，最終5人當選，其中4人為成功連任。
- 12月6日：公民黨召開黨員大會並進行第二屆管理層選舉，主席關信基博士與黨魁余若薇連任，原第二副主席黎廣德遷為首席副主席，曾參選行政長官的民選立法會議員梁家傑當選第二副主席，香港浸會大學政治學者陳家洛博士接替城大學者鄭宇碩博士出任秘書長。

2009年
- 1月6日：公民黨組織「民主普選 寸土必爭」20小時12分靜坐，以支援立法會議員吳靄儀在立法會會議上就「2012年政制發展的公眾諮詢」提出的動議辯論，及顯示公民黨爭取民主普選的決心。
- 1月：梁家傑於橫頭磡邨開設議員辦事處，原有位於清水灣道文德樓的公民黨九龍東支部辦事處關閉。
- 1月：公民黨在維園開設年宵攤位。
- 2月：新界西及九龍西的支部辦事處分別由屯門及油麻地搬遷至荃灣及紅磡。
- 3月：發起一人一電郵計劃，促請澳門政府立即撤銷拒絕入境黑名單，停止政治審查港人。
- 3月17日：舉辦《開心直航》電影籌款晚會，由政務司司長唐英年擔任主禮嘉賓。
- 3月19日：公民黨三週年黨慶及「綠色新經濟」行動綱領發佈會。行動綱領內容包括健康能源、綠色建築、可持續運輸、循環經濟和資源生產力五大範疇。
- 3月27日：九龍西支部主席毛孟靜向警方遞交超過800名市民的簽名，要求認真及公正地調查日前尼泊爾裔人被警員開槍擊斃事件。
- 3月28日：公民黨及香港大學法律學院比較法與公法研究中心合辦「投票權及參與選舉的權利 – 理論與實踐」研討會。講者包括Professor Bertrand Ramcharan (前聯合國人權事務副高級專員(1998-2003)及署理(2003-2004)高級專員)及Professor C.L. Lim (香港大學法律學院副院長(教務)兼教授) 。
- 4月18日：公民黨與大學教育關注組、新力量網絡、公共專業聯盟及香港城市大學教職員協會合辦「沒有平反的平反 - 從教院事件看學術自由」論壇，探討近年來香港高等教育所面對的各種挑戰及學術自由的重要意義。
- 5月15日：立法會議員梁家傑連同黨員到禮賓府門外示威，抗議特首曾蔭權日前在立法會答問大會中就「六四」發表自己代表香港人意見的言論。其後青年公民先後在旺角及銅鑼灣舉行「曾蔭權不代表我 — 平反六四」的簽名活動。
- 5月23日：地區發展培訓課程正式開始，共三十多名地區發展者及政策倡評人參加。
- 6月4日：參加六四二十周年燭光悼念集會。
- 6月6日：譚香文退出公民黨。[4]
- 6月28：公民黨於旺角舉行「聲援劉曉波 七一齊上街」街頭論壇，並收集超過400名「反對以言入罪，立即釋放劉曉波」的市民簽名。公民黨亦於翌日將簽名遞交中聯辦。
- 6月下旬：中環戲院里擦鞋匠被食環處票控阻街。經公民黨立法會議員與政府磋商後，食環處撤銷起訴而擦鞋匠亦獲發小販牌照。
- 7月1日：以「民主長路，寸土必爭」為題，參與七一大遊行。
- 7月26日：公民黨聯同全港公屋商戶總會的代表，舉行「抗議領匯瘋狂加租大遊行」，並促請政府盡快解決領匯問題。
- 7月下旬：陳淑莊議員於全港各區舉辦「促請政府盡快訂立樹木法」簽名活動，收集近一萬一千個市民簽名。
- 8月：吳靄儀議員與人權事務政策倡評人莫羡嫻以民間代表團的身份，參與於日內瓦舉行的聯合國消除種族歧視委員會聽證會。
- 8月中旬：公民黨於全港各區展開募捐及賑災行動，為8月8日台灣風災災民籌得超過十四萬元善款。
- 9月初：公民黨公佈普選宣言及建議的真普選路線圖。
- 9月13日：參加香港記者協會發起的遊行，強烈抗議新疆烏魯木齊政府踐踏新聞自由，並促請當局停止干擾香港、大陸及外國新聞工作者的採訪工作。
- 9月20日：參與「抗河蟹」遊行，促請特首徹查曾德成局長打壓社工事件。
- 10月9日：響應世界郵政日，舉辦「一人一信」活動去信特首曾蔭權，要求他在政改方案中交出普選路線圖。
- 11月5日：公佈廣深港高速鐵路建造工程的調查。立法會議員梁家傑指出，市民十分關注工程的選址及成本效益。
- 11月8日：舉辦「愛與你同行」步行籌款，以籌募經費及宣揚動物權益。
- 11月中旬至12月：政府公佈政改諮詢方案，並拒絕交出普選路線圖。公民黨多次舉行遊行示威，向政府表達對政改方案的不滿。
- 12月5日：黨員在週年黨員大會中以大比數通過授權執委會可以採用「五區請辭、補選」策略以爭取真普選。

2010年
- 1月1日：參加元旦大遊行，爭取落實雙普選及取消功能組別，遊行隊伍由中環遮打道行人專用區遊行至中聯辦。
- 1月11日：公民黨及社民連就五區公投運動的合作細節達成共識，公投議題定為「盡快實現真普選，廢除功能組別」。兩黨並成立聯合委員會，由公民黨黨魁余若薇任召集人，公民黨陳家洛及社民連陶君行任副發言人。
- 1月21日：五區公投運動聯合委員會宣佈，分別來自公民黨和社民連的五名立法會議員，會於1月27日請辭，正式啟動「五區公投運動」。請辭的五名立法會議員包括：公民黨的陳淑莊（香港島）、梁家傑（九龍東），社會民主連線的黃毓民（九龍西）、梁國雄（新界東）及陳偉業（新界西）。
- 1月26日：公民黨立法會議員梁家傑、陳淑莊向立法會秘書處遞交辭職信。
- 1月27日：請辭的五名立法會議員欲於立法會會議中發表辭職演說，建制派立法會議員於立法會會議上集體拉隊離場，導致流會，以阻止五名議員發表致辭解釋辭職原因。
- 2月8日：黨魁余若薇、梁家傑、陳淑莊出席年宵攤位掀幕。
- 2月17日：五區公投運動舉行標誌發布會，新標誌上由兩隻手掌組成，有擊掌、支持、Give me five、用手去撐真普選，用手去投票的意思，代表今次五區公投是一場由全民參與、全民推動、全民總動員的運動。
- 3月8日：於婦女節舉辦「民主許願樹 - 『橙』剷走功能組別」暨義賣籌款活動。
- 3月30日：公民黨舉行特別推選大會，一致通過兩位辭職議員梁家傑和陳淑莊分別在九龍東和香港島參加5.16立法會補選。
- 4月4日：立法會香港島參選人陳淑莊與一班義工趁兒童節，在銅鑼灣行人專用區以兒童劇方式宣傳五區公投，收集香港島選民的提名，並呼籲全港選民5月16日投票。
- 4月6日：公民黨與社民連發起「真普選大遊行」，由維園遊行至政府總部，大約3000人參加。
- 5月16日：五區公投聯合委員會及大專2012在5.16選舉上共得到500,787票。
- 5月20日：特首曾蔭權致函邀請公民黨立法會議員余若薇就政改進行一場有關政制發展的電視直播辯論。
- 6月4日：參加六四廿一周年燭光悼念集會。
- 6月17日：特首曾蔭權與公民黨立法會議員余若薇在電視直播中進行政制改革方案辯論。余若薇於電視辯論中向市民解釋反對政改方案的理由時嗚咽表示：「寧願原地踏步，不要行差踏錯」。
- 7月1日：參與七一大遊行，以要求廢除功能組別，為民生及政制等發表意見。
- 8月29日：為表達香港人及菲律賓人對遇害事件的哀思及對遇難者的家人表示深切慰問，在中環遮打花園舉行收集簽名活動。
- 9月5日：公民黨參與的區議會南區補選結束，司馬文最後以1,183對792票勝出今次選舉。
- 11月2日：為聲援立法會動議釋放劉曉波的議案於中環舉行燭光集會。大會主題「釋放劉曉波，反對以言入罪」。
- 11月7日：聯同關懷香港舉辦「無殼蝸牛遊行」，表達對復建居屋的訴求。
- 11月11日：到中聯辦外抗議及遞交請願信，要求立即釋放趙連海。
- 11月14日：舉行「你我他與牠同行」步行籌款活動，繼續關注動物權益，致力完善領養及動物繁殖的政策。
- 11月下旬：於台灣五都選舉期間前往台北觀選及與選舉陣營作交流。
- 12月16日：公民黨向財政司司長提交2011-12年度財政預算案意見。

2011年
- 1月8日，第五次周年黨員大會及換屆選舉，選出新執委，由陳家洛出任黨主席、梁家傑出任黨魁。同日東區區議員、前民主黨員黎志強加入公民黨。
- 1月10日，公民黨黨魁梁家傑出席「當前民主建構的挑戰」國際座談會。
- 1月13日，於舉行特首答問大會前於立法會門外示威，要求特區政府批准海外民運人士入境悼念司徒華及反對申辦亞運。
- 1月28日，公民黨於維園的年宵攤位啟動。
- 2月8日，聯同其他民間團體成立「政府山關注組」，關注政府山的項目保育及發展。
- 2月17日，舉行簽名活動要求釋放山東失明維權人士陳光誠。
- 2011年財政預算案發表後，公民黨表示對財政預算案感到失望，並在中環收集市民簽名反對預算案，並於3月6日與其他泛民團體舉辦「反對短視預算案」遊行。
- 3月3日，公民黨向立法會就《政改本地立法條例草案》提交了60項修正案，認為任何的政制改革方案，都必須以普選行政長官及取消功能組別為方向和目標，並提出落實建議，惟所有修正案皆於分組點票被否決。
- 3月7日，成立性別平權研究組，將就「支援照顧者及家務勞動者」作專題研究。
- 4月初，就反地產霸權參與「千人瞓街在美孚」，此外，青年公民舉行「無殼蝸牛齊瞓街活動」，連同一群聲討地產霸權的年青人及團體在長江中心外抗議地產霸權，影響民生。
- 4月10日，出席「爭取長遠規劃預算案」遊行，要求政府落實長遠措施以解決香港貧富懸殊及深層次矛盾的問題
- 4月16日，為慶祝創黨五周年，首度舉辦公民黨五周年慶典「港飲港食」本地食材宴，筵開22席。
- 4月，香港特區政府在港珠澳大橋環境評估報告司法覆核案敗訴，事後有評論指責公民黨在事件中幕後操控，利用一名老婦申請法律援助及提出司法覆核，阻撓港珠澳大橋工程開展。[5][6]
- 5月3日，公民黨黨魁梁家傑、執委郭家麒、新界西支部主席陳琬琛連同地區發展者，就不同的房屋政策，與房屋署署長會面。
- 5月14日，為慶祝創黨五周年，公民黨舉行遊維港活動，約一百五十名黨員黨友一同坐船出海。
- 6月4日，參加六四22周年燭光悼念集會。
- 6月6日，舉行選民登記起動禮，並以「為公為民，要做選民」為宣傳口號，呼籲合資格的市民登記成為選民。
- 6月26日，與眾多民間團體就德育及國民教育議題舉行圓桌會議，團體普遍擔憂國民教育會最終變成政治洗腦工具。
- 7月1日，參與七一遊行，以「反惡法  捍衛選舉權」為主題，要求政府撤回遞補機制，並就此機制作公眾諮詢。
- 7月3日，新界西支部舉辦「東涌想創日」，建構一個公眾參與的平台，共同規劃東涌未來。
- 7月中旬，公民黨黨魁梁家傑及執委郭榮鏗展開美加訪問，期間將會約見部分關心中國或香港議題的議員及其幕僚，讓他們了解香港社會的最新發展及就他們所關注的議題進行交流。梁家傑及郭榮鏗也會於行程中訪問當地華僑，向他們介紹公民黨的工作。
- 7月尾，在填補立法會議席空缺安排公眾諮詢期間發起一人一電郵要求撤回遞補方案，捍衛選舉權。
- 7月20日，公民黨發表聲明，回應有報導指公民黨涉及一宗外傭居港權的司法覆核案件，澄清(1)公民黨自創黨以來從未參與任何訴訟；(2)公民黨黨員各有不同職業，黨員在履行其職業上的責任時與公民黨無任何關連，而公民黨亦不會干預黨員的工作。[7]
- 7月23日，「愛護香港力量」遊行到公民黨總部，抗議公民黨憲制及管治支部副主席李志喜大律師協助在香港連續工作滿7年的外籍家庭傭工提出司法覆核，尋求推翻《入境條例》的限制，爭取成為香港永久性居民。[8]先前另有評論指「公民黨操弄外傭居港權的行徑已經激發眾怒」，又指公民黨欲借此開拓外傭票源。[9]
- 8月初，公民黨發出聲明，就非本港居民申請居港權一事表達公民黨的立場，並去信行政長官及律政司司長，望其釋除市民疑慮、維護法治。
- 8月14日，有市民在立法會大樓外示威，譴責公民黨罔顧民生問題，「暗中策動外籍傭工瓜分香港人福利」。[10]
- 8月23日，台灣《自由時報》指外傭居港權爭議已「嚴重打擊公民黨形象」，「導致該黨聲望急速下滑，也讓泛民主派陣營和香港政黨生態發生變化」。[11]
- 9月30日，香港高等法院判定限制外傭申請永久居港權的《入境條例》違反基本法後，民建聯立法會議員陳鑑林批評公民黨的「外傭申請居港權仍有四大關卡」論是「意圖引開視線、誤導公眾」，自由黨主席劉健儀認為公民黨對事件「難辭其咎」，批評公民黨「淡化事件嚴重性，繼續誤導市民」。[12]10月3日梁家傑在《明報》發表文章，否認公民黨煽動操控東涌老婦提出港珠澳大橋司法覆核，另承認外傭居港權案導致公民黨面對極大民憤。[13]10月9日，「愛護香港力量」在北角舉行「全港市民聲討公民黨大遊行」，指責公民黨是外傭居港權案及港珠澳大橋司法覆核的幕後黑手，有超過2000人參加，而主辦者稱有1萬人參加。[14][15]
- 10月20日，梁家傑黨魁在《明報》發表文章，指「50萬外傭連同家人湧港」的說法根本是假議題，因為「入境處絕對有足夠權力為香港守門口」，又認為「堅持人權、法治、自由、民主的香港人」都會支持公民黨[16]。
- 10月23日，公民黨舉行造勢大會，梁家傑表示公民黨近期不斷被他人打擊和抹黑，甚至比基本法第二十三條立法時「有過之而無不及」，證明公民黨做的事是正確的[17]。
- 11月6日，2011年香港區議會選舉，公民黨取得7席。

2012年
- 6月10日：公民黨參與「六月飛霜，李旺陽死得冤枉！星期日，萬人遊行尋真相！」大遊行。
- 9月9日，2012年香港立法會選舉中，公民黨在五個地方選區均獲一個議席，加上法律界議席順利由新人郭榮鏗接棒，立法會議席上升至6席，但位列名單第二的陳淑莊及余若薇則因與其他民主派互奪選票，連任失敗，更導致民主黨時任議員李永達連任失敗，民主黨首次失去新界西選區的議席。
- 12月1日，公民黨黨員大會及換屆選舉，由前公民黨黨魁余若薇出任主席，梁家傑繼續出任黨魁，而陳清僑、陳淑莊則擔任副主席。

2013年
- 3月1日，位於荃灣青山公路紅棉大廈的新界西支部辦事處結束營運，支部辦事處將一分為二，營運辦事處遷往葵涌大連排道，而處理個案及約見市民工作，將由郭家麒議員在葵芳邨及逸東邨的辦事處取代。
- 3月10日，香港立法會議員（香港島）陳家洛博士與（法律界）郭榮鏗聯合辦事處於鴨脷洲海怡半島街市開幕，由前政務司司長陳方安生大紫荊勳賢主禮。同日，香港立法會議員（九龍西）毛孟靜地區辦事處於美孚新邨第四期開幕，由前立法會議員劉千石主禮。
- 3月21日，公民黨與香港泛民主派政黨及團體聯合成立真普選聯盟，6名立法隨即加入。
- 3月31日，為嚮應及支持2013年葵青貨櫃碼頭工潮，由碼頭所在選區的立法會議員郭家麒醫生率領數名執委及地區主任，前往葵涌六號貨櫃碼頭罷工現場，慰問數百名罷工工友，並且捐出物資支援，同時在距離碼頭不遠的葵芳邨地區辦事處設置聲援籌募處為工友打氣，而主席余若薇亦樂捐一萬港幣，作為罷工基金，聲援工友生計。
- 4月7日，為嚮應及支持碼頭工潮，參與由香港職工會聯盟、香港碼頭業職工會及香港交通運輸業職工聯合會主辦的聲援罷工工友大遊行，由主席余若薇及立法會議員陳家洛率領東區區議會議員黎志強等數名黨員全程聲援。
- 4月20日，九龍東支部副主席徐國峰被發現於大埔松仔園上吊自盡，終年26歲，黨主席余若薇及黨魁梁家傑分別撰文哀悼。
- 4月25日，立法會議員湯家驊捐出十萬港幣作為貨櫃碼頭工運罷工基金[18]。
- 4月28日，香港立法會議員(新界西)郭家麒醫生葵青地區辦事處暨公民書室於葵芳邨葵智樓開幕，由運輸及房屋局局長張炳良博士主禮。
- 5月26日，香港立法會議員(九龍西)毛孟靜地區辦事處於李鄭屋邨道德樓開幕。

2014年
- 9月28日至12月15日，公民黨參與雨傘運動，部分成員為參與運動的示威者提供義務法律援助。

2015年

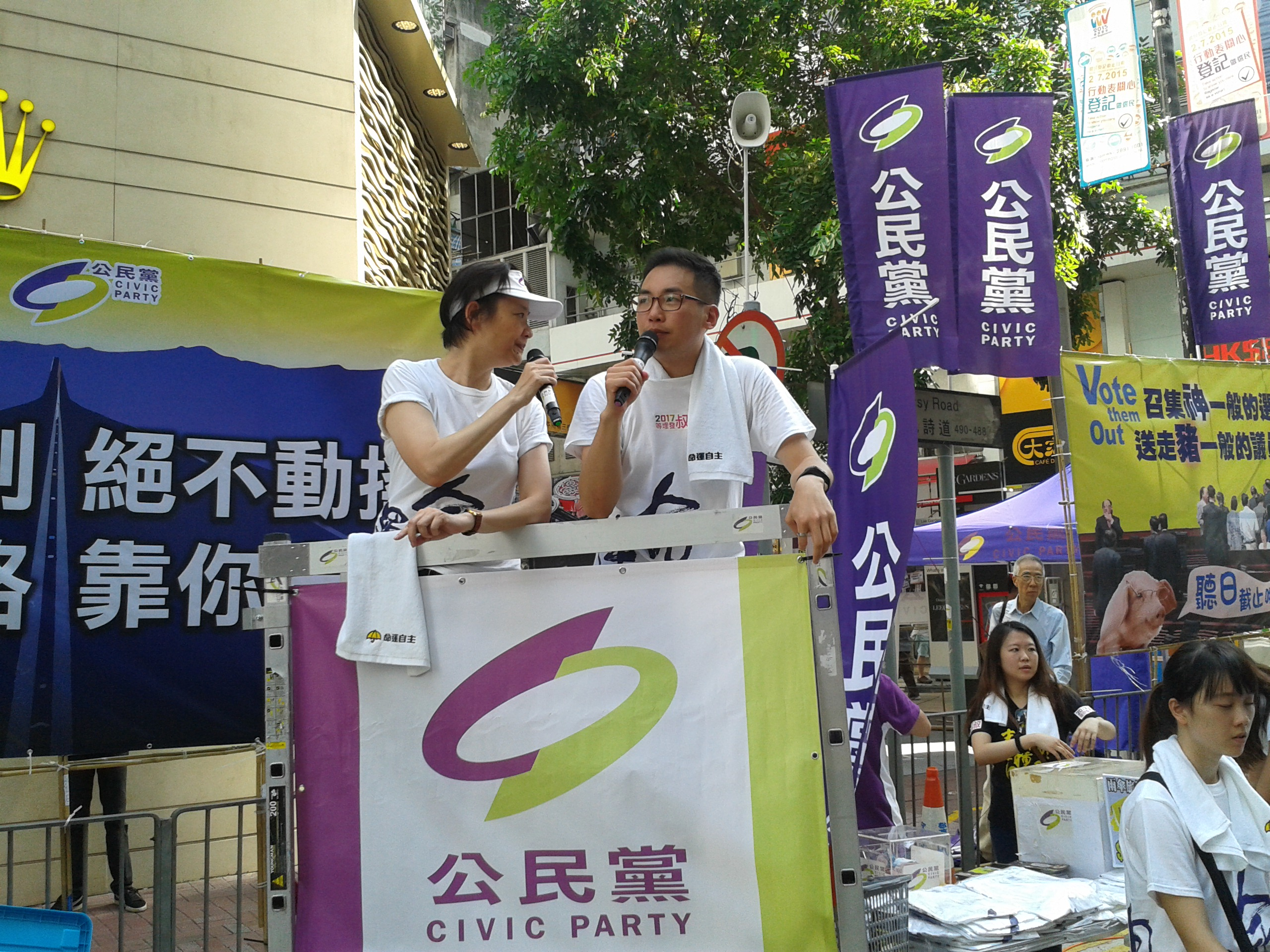
2015年，公民黨在七一遊行設立的街站

- 6月18日，2017年政改方案表決，公民黨6票投下反對票。
- 6月22日，創黨成員、立法會議員湯家驊向公民黨提出引退，並於同日下午召開記者會，宣佈退黨及辭去立法會議員，於10月1日生效。
- 11月23日，公民黨於2015年香港區議會選舉取得10席，增長3席。

2016年
- 1月5日，成員兼執業大律師楊岳橋正式報名參加新界東立法會補選，以填補湯家驊的空缺。
- 2月29日，公民黨楊岳橋勝出新界東地方選區補選，這次補選的其他候選人包括劉志成、黃成智、周浩鼎、梁思豪、方國珊、梁天琦[19]。但他代表的泛民主派只獲37%的選票，而本土派取得15%選票，民建聯周浩鼎代表的建制派取得35%選票，方國珊及黃成智代表的中間派取得11%選票。不過，前議員湯家驊並無支持楊岳橋。
- 7月，公民黨公佈參選立法會名單﹕

| 選區/界別    | 參選人                     |
| ------------ | -------------------------- |
| 香港島       | 陳淑莊、鄭達鴻             |
| 九龍東       | 譚文豪、梁家傑             |
| 九龍西       | 毛孟靜（其後退黨）、李俊晞 |
| 新界東       | 楊岳橋                     |
| 新界西       | 郭家麒、冼豪輝             |
| 區議會(第二) | 陳琬琛（其後棄選）         |
| 法律界       | 郭榮鏗                     |

這是公民黨首次派人參與區議會 (第二) 功能界別，公民黨只有10名區議員，但獲部分泛民主派區議員支持參選，不過，派出的陳琬琛雖然有豐富地方經驗，但欠缺政治魅力及知名度，結果敗選。
- 11月14日，毛孟靜議員當日下午開記招料宣佈退出公民黨，即日生效，日後以「香港本土」成員身份，繼續留在議會及社區服務香港人。她表示，決定離開公民黨是因認為其個人理念與公民黨「並不咬弦」，主要在本土、「拉布」及黨定位等議題上有分歧。聲明中亦稱「君子分手，不出惡言」，表示在未來的民主路上會與不同民主派系合作，努力爭取真普選。 [20][21]
- 11月19日，公民黨進行新一屆執委會改選，由梁家傑接替余若薇擔任黨主席，而原本署理黨魁的楊岳橋，則順利「坐正」擔任黨魁。梁家傑表示，今屆執委年輕化，楊岳橋更是該黨最年輕的黨魁，亦有6名30歲以下的執委。他表示會加強黨紀，建立議員申請豁免跟隨黨立場投票的機制，另亦會招募中學生、大學生及在職青年加入公民黨，另亦會投放資源在地區和民生工作。梁家傑稱，短期目標是不能讓梁振英連任特首，所以在下月11日的選委會選舉將全力搶灘，盡量爭取議席。至於中長期目標是爭取真普選及問責政制，但他也稱，如果該黨仍投放大量資源和時間去講爭取真普選，未必是最有效投放資源的方法，不如先為港人爭取改善民生及處理其他急待解決問題。卸任主席余若薇就強調不是淡出政壇，指現時香港發生太多事，想減少發表言論亦很難，近日人大釋法就已須出來表態說不。另外，會議亦通過，批准沙田區議員容溟舟加入公民黨，成為該黨在新界東支部首名區議員。容於去年11月區選前退出新民主同盟，他之前曾是民主黨成員。令公民黨成為繼民主黨後第二個於五區皆有區議員的泛民主派政黨。

2017年
- 5月12日，公民黨籌辦了十一周年黨慶酒會暨晚宴。

2018年
- 2018年10月6日，沙田區議員陳諾恆加入公民黨，成為該黨於新界東支部的第二位區議員

2019年
- 11月24日，2019年區議會選舉，因為反送中運動，民主派大勝，公民黨派出的36人有32人當選，是上屆的3.2倍，得票由5萬多增至超過14萬。其中男性成員劉家衡，於當選後被建制派網民以網上假新聞及假圖攻擊，指其為「著名援交女」、「AV天使」。劉家衡回應指自己作為民主派被抹黑是意料之內，但「我沒想過有一天我連自己的性別也需要澄清」。[22]

2020年
- 5月16日，中西區區議員黃健菁位於西環邨的辦事處舉行開幕典禮，並同時宣布加入公民黨。繼2011年陳淑莊落敗後，公民黨再次取得中西區區議會的議席。
- 7月30日，4名公民黨立法會選舉參選人，包括立法會議員楊岳橋、郭家麒、郭榮鏗及東區區議員鄭達鴻收到選舉主任回覆指其提名無效。
- 7月31日，深水埗區議會副主席伍月蘭宣佈退出公民黨。
- 9月29日，立法會議員、創黨黨員、外務副主席陳淑莊因個人理由未能遵從公民黨留任的決定，宣布退出公民黨。
- 10月19日，沙田區議員陳諾恒因不滿公民黨在延任立法會的表現而宣佈退出公民黨。[23]
- 11月11日，全國人民代表大會作出決定，授權由香港特別行政區政府處理議員資格事宜，公民黨其中三位立法會議員郭榮鏗、郭家麒、楊岳橋隨即遭港府宣布喪失立法會議員資格，而該黨僅有未被撤銷議員資格的立法會議員譚文豪則表示感謝選民在2016年中對他的支持，又指自己有幸和香港人經歷反修例風波，他呼籲切勿忘記及放棄被捕示威者，並宣布將在翌日聯同其他14名民主派立法會議員總辭，以示抗議，譚亦表示其離職生效日期為12月1日。
- 12月12日：葵青區區議員冼豪輝及譚家浚，以及南區區議員俞竣晞宣佈退出公民黨，意味著公民黨已經失去南區區議會的議席。[24]
- 12月15日：東區區議員鄭達鴻宣佈退出公民黨，在退黨聲明中暗示和高層意見不合。[25]

2021年
- 3月3日：前黨魁楊岳橋、前立法會議員郭家麒、東區區議員李予信及前立法會議員譚文豪因去年民主派初選被控顛覆國家政權罪而宣布退黨。[26]
- 3月12日：公民黨亦已通知民陣停止參與民陣的工作和會議。公民黨副主席賴仁彪向本報稱，執委會本周初決定停止派代表參與民陣的會議及工作，已通知民陣。他形容退出民陣是艱難決定，但公民黨目前受到重創，前黨魁、議員身陷牢獄，該黨需衡量擺在眼前的政治風險。
- 3月16日：黃大仙區區議員鄭文杰宣布退黨。
- 4月5日：荃灣區議會區議員黃家華親自證實退黨，並表示其退黨請辭已於上月生效。[27]
- 4月12日：觀塘區區議員畢東尼宣布因健康問題辭去區議員一職，於6月1日生效。
- 4月13日：觀塘區區議員李軍澤宣布退黨，前立法會議員郭榮鏗表示已正式提出退黨申請。
- 4月19日：觀塘區區議員李煒林宣布退黨。
- 4月30日：沙田區區議員黃文萱宣布退黨，並表示不會參與區議員宣誓。
- 5月6日：沙田區區議員雷啟榮宣布退黨。
- 5月7日：深水埗區區議員周琬雯表示已經向區議會主席遞交辭職信，將於2021年6月1日起辭任深水埗區議員一職。
- 5月11日：黃大仙區區議員兼副秘書長劉珈汶宣布即將辭職及提出退黨申請，同時表明不會參與區議員宣誓。意味着公民黨已經失去黃大仙區議會的議席。
- 5月21日：中西區區議員黃健菁宣佈因健康問題辭去區議員一職，公民黨因此失去中西區議會的議席，與此同時，其議席數目也暴跌至2019年選舉所贏得的一半。
- 6月21日：除了東區區議員魏志豪、梁兆新及主席黎志強、沙田區議員陳珮明及容溟舟外。黨內其餘的區議員包括觀塘區區議員王嘉盈、油尖旺區議會副主席余德寶、深水埗區區議員劉家衡及李俊晞、荃灣區區議員陸靈中及主席陳琬琛、葵青區區議員張鈞翹、沙田區區議員麥梓健及陸梓峂、離島區區議員李嘉豪及創黨成員之一的容詠嫦宣布退出公民黨。與此同時，執委溫仲然也同日宣布退黨。
- 7月8日：沙田區議員容溟舟宣布因健康問題辭職。
- 7月9日：東區區議員魏志豪、梁兆新及主席黎志強宣布辭去區議員職務。
- 10月3日：沙田區議員陳珮明宣佈辭去區議員職務，表示拒絕將於10月4日舉行的第三場區議員宣誓。公民黨自此失去所有區議會議席。

2023年
- 5月27日：公民黨召開特別會員大會，會上以30票贊成、1票棄權，逾四分三黨員贊成自願清盤，正式解散。[28]
- 5月29日：保安局局長鄧炳強見傳媒時主動提及公民黨解散一事，批評梁家傑在記招發言態度輕佻，「令我覺得佢2019年『黑暴』，好似同佢及公民黨無關一樣」，指出他應向年輕人及他們的家長道歉。[29]
- 12月23日：公民黨主席兼臨時執委會主席梁家傑在社交平台指臨時執委會，將在周日總辭，公民黨的清盤程序亦到尾聲，已召開最終會議，並將黨內約9萬7千元結餘，全數捐贈香港公益金；又指按《公司條例》，清盤人會在一星期內，向公司註冊處處長提交今次會議的申報表，公民黨在2024年3月27日正式解散。[30]

## 政治立場
公民黨的政治立场偏向自由主義，黨綱包括爭取真普選、爭取立法保障市民獲取資訊自由、推動政黨政治、贊成各行各業全面設立最低工資、最高工時以及推动累进税制以確保社會資源公平分配，以法治、人權為核心價值，要求全國人大常委會必須以最謹慎及自我約束的態度行使解釋《基本法》的權力，並曾以發展成為香港執政黨作為目標。
梁家傑任公民黨副主席時，曾參加2007年香港行政長官選舉，是首位正式代表民主派參選，獲得選舉委員會提名的候選人，但最後敗給曾蔭權。
2016年，公民黨發表創黨十周年宣言，以「本土、自主、多元」為主題。

## 黨徽和口號

2006年3月19日－2008年3月18日使用的黨徽。

公民黨黨徽以綠、白、紫三色綫條圖案為主，象徵爭取普選，意念來自20世紀初，美國婦女爭取全民普選運動。當時美國的女權運動口號是「給女性投票權」（Give women vote），所以用口號中三個字的第一個字母，重用綠（Green）、口號白（White）同紫（Violet）三色，做象徵爭取普選的顏色。當時爭取普選的美國婦女，就經常戴這三種顏色的珠寶。
黨徽面世時，吳靄儀形容圖案如「左手攀日月、右手抱嬰兒」，就是表達在接觸中上階層人士之餘，亦不忘照顧社會的弱勢社群。黨徽由黨員設計。
舊黨徽兩個字母分開，而現黨徽設計連合一起，線條亦顯然比舊黨徽粗壯。黨魁聲言，公民黨創黨兩年發展豐盛，有逾300黨員，所以將新黨徽線條粗壯，正好象徵越擴越大。
公民黨口號為「為公為民，香港精神」的口號，是由湯家驊想出來。
2008年頭改用口號「好在仲有公民黨」，意念由青年公民前主席貢獻，余冠威指新口號容易上口、而且較為通俗，象徵公民黨願意走入民間而非一群抽離的大狀。
新口號另有三句「為民請命勇擔當，你我齊心民主路，為公大道恆香江」。
公民黨於2008年香港立法會選舉起，採用「公道自在民心」為口號。
公民黨於2020年香港立法會選舉及其民主派初選，採用「越打壓越頑強」的口號。

## 架構

### 組織
公民黨轄下由個支部組成，包括個地區支部以及1個青年公民支部。
|          |              |
| 地區支部 | 青年公民支部 |

### 執委會成員
|                                                                                 |  |  |
| - 梁家傑（主席） - 賴仁彪（副主席（內務）） - 梁嘉善（秘書長） - 蔡啟昇（司庫） |  |  |

### 歷任領導層
| 年度       | 主席   | 黨魁     | 副主席（外務）    | 副主席（內務） | 秘書長 | 副秘書長         |
| ---------- | ------ | -------- | ----------------- | -------------- | ------ | ---------------- |
| 2006－2008 | 關信基 | 余若薇   | 張超雄            | 黎廣德         | 鄭宇碩 | （未設立此職位） |
| 2008－2011 | 關信基 | 余若薇   | 黎廣德            | 梁家傑         | 陳家洛 | （未設立此職位） |
| 2011－2012 | 陳家洛 | 梁家傑   | 黎廣德            | 吳靄儀         | 賴仁彪 | （未設立此職位） |
| 2012－2014 | 余若薇 | 梁家傑   | 陳淑莊            | 陳清僑         | 賴仁彪 | （未設立此職位） |
| 2014－2016 | 余若薇 | 梁家傑   | 陳淑莊            | 陳清僑         | 賴仁彪 | （未設立此職位） |
| 2016－2018 | 梁家傑 | 楊岳橋   | 陳淑莊            | 賴仁彪         | 陳啟遠 | 鄭達鴻           |
| 2018－2020 | 梁家傑 | 楊岳橋   | 陳淑莊            | 賴仁彪         | 陳啟遠 | 黃俊傑           |
| 2020－2022 | 梁家傑 | （懸空） | 譚文豪 → （懸空） | 賴仁彪         | 梁嘉善 | 劉珈汶 →（懸空） |

- 總策劃幹事（2007年5月13日前稱總幹事）
  1. 曾國豐（2006－2008）
  2. 歐陽志飛（2008－2013）[39]
  3. 黃晙（2013－2014）
  4. 歐陽志飛（暫任）（2014－2015）[40]
  5. 余冠威 （2015－2016）
  6. 歐陽志飛（2016－2018）

## 議員

### 立法會議員
| 界別     | 選區       | 姓名     | 2004-2008 | 2008-2012 | 2012-2016 | 2016-2021         | 備註                                                                                  |
| -------- | ---------- | -------- | --------- | --------- | --------- | ----------------- | ------------------------------------------------------------------------------------- |
| 地方選區 | 香港島     | 余若薇   |           |           |           |                   |                                                                                       |
| 地方選區 | 香港島     | 陳淑莊   |           |           |           | →                 | 於2010年1月底辭職，同年5月經補選重新當選，於2020年9月29日正式退出公民黨及辭職         |
| 地方選區 | 香港島     | 陳家洛   |           |           |           |                   |                                                                                       |
| 地方選區 | 九龍東     | 梁家傑   |           |           |           |                   | 於2010年1月底辭職，同年5月經補選重新當選                                              |
| 地方選區 | 九龍東     | 譚文豪   |           |           |           | →                 | 於2020年11月11日宣佈辭職及12月1日生效。2021年3月2日退出公民黨。                       |
| 地方選區 | 新界東     | 湯家驊   |           |           | →         |                   | 於2015年6月22日正式退出公民黨及10月1日辭職                                            |
| 地方選區 | 新界東     | 楊岳橋   |           |           |           | →                 | 於2016年2月28日經補選而當選。於2020年11月11日被宣佈撤銷議席。2021年3月2日退出公民黨。 |
| 地方選區 | 九龍西     | 毛孟靜   |           |           |           | →                 | 於2016年11月14日正式退出公民黨                                                        |
| 地方選區 | 新界西     | 郭家麒   |           |           |           | →                 | 於2020年11月11日被宣佈撤銷議席。2021年3月2日退出公民黨。                              |
| 功能界別 | 會計界     | 譚香文   |           |           |           |                   | 於2009年6月7日正式退出公民黨                                                          |
| 功能界別 | 法律界     | 吳靄儀   |           |           |           |                   |                                                                                       |
| 功能界別 | 法律界     | 郭榮鏗   |           |           |           | →                 | 於2020年11月11日被宣佈撤銷議席，於2021年4月13日正式退出公民黨                         |
| 功能界別 | 社會福利界 | 張超雄   |           |           |           |                   | 於2010年11月3日正式退出公民黨                                                         |
| 所得議席 | 所得議席   | 所得議席 | 6         | 5 → 3 → 5 | 6 → 5 → 6 | 6 → 5 → 4 → 1 → 0 |                                                                                       |

### 區議會議員
2019區議會選舉後，取得32個議席，成為區議會第二大黨，僅次於民主黨。
現時公民黨在區議會沒有任何議席。

## 選舉

### 行政長官選舉
| 選舉 | 候選人 | 得票 | 得票比例 | 總得票    | 當選與否 |
| 2007 | 梁家傑 | 123  | 15.38%   | 123 / 772 | 落敗     |

### 立法會選舉
| 選舉          | 民選得票  | 民選得票比例 | 地方選區議席 | 功能界別議席 | 總議席 | +/- |
| 2008          | 206,980   | 13.66%       | 4            | 1            | 5 / 60 | 5 ▲ |
| 2010 （补选） | 185,630   | 33.15%       | 2            | 不適用       | 5 / 60 | 2 ▲ |
| 2012          | 255,007 ▲ | 14.08% ▲     | 5            | 1            | 6 / 70 | 1 ▲ |
| 2016 （補選） | 160,880   | 37.19%       | 1            | 不適用       | 6 / 70 | 1 ▲ |
| 2016          | 207,885 ▼ | 9.59% ▼      | 5            | 1            | 6 / 70 | 0 ━ |

### 區議會選舉
| 選舉 | 民選得票  | 民選得票比例 | 民選議席 | 委任議席 | 當然議席 | 總議席   | +/-  |
| 2007 | 48,837    | 4.29%        | 8        | 0        | 0        | 8 / 534  | 8 ▲  |
| 2011 | 47,603 ▼  | 4.03% ▼      | 7        | 0        | 0        | 7 / 507  | 1 ▼  |
| 2015 | 52,346 ▲  | 3.62% ▼      | 10       | 不適用   | 0        | 10 / 458 | 3 ▲  |
| 2019 | 141,713 ▲ | 4.85% ▲      | 32       | 不適用   | 0        | 32 / 479 | 22 ▲ |

## 選舉經歷

### 2007年香港區議會選舉
初時公佈，派出44人參選，希望有最少15人當選，新界西佔12人、港島10人等，包括4位大律師、3位律師、2位會計師、3位工程師，預計要100萬，最終只有8人當選。

#### 三大綱領
1. 2012雙普選，取消委任區議員
2. 推動區會改革，「地方行政，地方話事」，強化地區管治
3. 推動持續發展，優化環境

#### 參加區域
| 區議會 | 地區     | 代號 | 選區     | 候選人 | 候選人(英文)       | 編號 | 職業                                                       | 備註             |
| ------ | -------- | ---- | -------- | ------ | ------------------ | ---- | ---------------------------------------------------------- | ---------------- |
| 香港島 | 中西區   | A04  | 山頂     | 陳淑莊 | Tanya Chan         | 3    | 地區發展主任/法律顧問                                      |                  |
| 香港島 | 灣仔區   | B08  | 跑馬地   | 林雨陽 | Anthony Lam        | 2    | 地區發展主任/電台主持                                      |                  |
| 香港島 | 灣仔區   | B09  | 司徒拔道 | 司馬文 | Paul Zimmerman     | 2    | 地區發展主任/商界人士                                      | 荷蘭籍猶太裔人士 |
| 香港島 | 東區     | C15  | 寶馬山   | 老元浩 | James Lo           | 1    | 地區發展主任/作曲家                                        |                  |
| 香港島 | 東區     | C17  | 炮台山   | 雷淑穗 | Lui Shuk Sui       | 2    | 地區發展主任                                               |                  |
| 香港島 | 東區     | C19  | 城市花園 | 陳家明 | Victor Chan        | 1    | 地區發展主任                                               |                  |
| 香港島 | 東區     | C25  | 鰂魚涌   | 黃健偉 | Wong Kin Wai       | 1    | 地區發展主任                                               |                  |
| 香港島 | 東區     | C27  | 康怡     | 陳啟遠 | Chan Kai Yuen      | 1    | 地區發展主任/工程師                                        |                  |
| 香港島 | 東區     | C28  | 康山     | 梁兆新 | Patrick Leung      | 1    | 東區區議員/商業顧問                                        | 爭取連任成功     |
| 香港島 | 南區     | D02  | 海怡東   | 魏偉宏 | William Ngai       | 2    | 地區發展主任                                               |                  |
| 香港島 | 南區     | D12  | 置富     | 祁梅娟 | Annie KI           | 2    | 地區發展主任                                               |                  |
| 九龍西 | 九龍城區 | G03  | 馬頭角   | 鄧志盈 | Dorothy Tang       | 2    | 地區發展主任/企業傳訊主任                                  |                  |
| 九龍西 | 九龍城區 | G06  | 何文田   | 伍精民 | Benson Ng          | 2    | 九龍城區區議員                                             | 爭取連任成功     |
| 九龍西 | 九龍城區 | G15  | 海逸鶴園 | 黃瑞紅 | Linda Wong         | 2    | 地區發展主任/大律師                                        |                  |
| 九龍西 | 九龍城區 | G22  | 愛俊     | 陳友昌 | Stanley Chan       | 1    | 地區發展主任                                               |                  |
| 九龍東 | 黃大仙區 | H05  | 鳳德     | 黃順賢 | Wong Shun Yin      | 2    | 地區發展主任                                               |                  |
| 九龍東 | 黃大仙區 | H06  | 龍星     | 譚香文 | Mandy Tam          | 3    | 立法會議員(會計界)/黃大仙區區議員/會計師                   | 爭取連任失敗     |
| 九龍東 | 黃大仙區 | H12  | 天強     | 黃鶴鳴 | Alan Wong          | 2    | 地區發展主任/律師                                          |                  |
| 九龍東 | 觀塘區   | J04  | 麗晶     | 王偉明 | Tommy Wong         | 1    | 地區發展主任/註冊社工                                      |                  |
| 九龍東 | 觀塘區   | J05  | 坪石     | 冠威   | Yu Koon Wai Thomas | 1    | 地區發展主任/公民黨執行委員會委員                          |                  |
| 九龍東 | 觀塘區   | J11  | 秀茂坪北 | 陳國光 | Chan Kwok Kwong    | 2    | 地區發展主任/註冊社工                                      |                  |
| 九龍東 | 觀塘區   | J24  | 翠屏南   | 關志健 | Ricky Kwun         | 2    | 地區發展主任/註冊社工                                      |                  |
| 新界西 | 荃灣區   | K14  | 梨木樹東 | 陳琬琛 | Sumly Chan         | 1    | 荃灣區區議員/註冊社工                                      | 爭取連任成功     |
| 新界西 | 荃灣區   | K15  | 梨木樹西 | 黃家華 | Samuel Wong        | 3    | 荃灣區區議員                                               | 爭取連任成功     |
| 新界西 | 荃灣區   | K16  | 石圍角   | 莫子傑 | Edmund Mok         | 1    | 地區發展主任                                               |                  |
| 新界西 | 屯門區   | L10  | 興澤     | 李子康 | Desmond Lee        | 1    | 地區發展主任/律師                                          |                  |
| 新界西 | 屯門區   | L12  | 三聖     | 黃曉楓 | Wendy Wong         | 2    | 地區發展主任                                               |                  |
| 新界西 | 屯門區   | L23  | 田景     | 蘇耀坤 | Simon So           | 1    | 地區發展主任/高級工程師                                    |                  |
| 新界西 | 屯門區   | L24  | 寶田     | 李錦添 | Tim Lee            | 2    | 地區發展主任/旅行社經理                                    |                  |
| 新界西 | 屯門區   | L25  | 建生     | 胡可仁 | Lawrence Woo       | 1    | 地區發展主任/中學教師                                      |                  |
| 新界西 | 離島區   | T03  | 逸東邨南 | 李樹賢 | Samuel Lee         | 3    | 地區發展主任/註冊社工                                      |                  |
| 新界西 | 離島區   | T04  | 東涌北   | 林有嫺 | Ophelia Lam        | 5    | 地區發展主任/律師                                          |                  |
| 新界西 | 離島區   | T05  | 東涌     | 安劍英 | Peter On           | 1    | 地區發展主任/電腦店東主                                    |                  |
| 新界西 | 離島區   | T06  | 愉景灣   | 容詠嫦 | Amy Yung           | 5    | 離島區區議員/會計師                                        | 爭取連任成功     |
| 新界東 | 大埔區   | P01  | 大埔墟   | 曾國豐 | Tsang Kwok Fung    | 1    | 地區發展主任/公民黨總策劃幹事                              |                  |
| 新界東 | 大埔區   | P05  | 富亨     | 伍展邦 | Ng Gene Bond       | 2    | 地區發展主任/中學教師                                      |                  |
| 新界東 | 大埔區   | P10  | 新富     | 鄭梓橋 | Adam Cheng         | 2    | 地區發展主任/香港大學學生                                  |                  |
| 新界東 | 西貢區   | Q06  | 環保     | 黃華舜 | David Wong         | 1    | 觀塘區區議員/註冊社工                                      | 爭取連任失敗     |
| 新界東 | 沙田區   | R02  | 瀝源     | 藍凱欣 | Fiona Nam          | 1    | 地區發展主任                                               |                  |
| 新界東 | 沙田區   | R19  | 松田     | 曾健超 | Ken Tsang          | 2    | 地區發展主任/註冊社工                                      |                  |
| 新界東 | 沙田區   | R20  | 穗禾     | 查錫我 | Stephen Char       | 2    | 地區發展主任/公民黨執行委員會委員/大律師兼前廉政公署調查員 |                  |
| 新界東 | 沙田區   | R22  | 駿馬     | 廖志凌 | Kris Liu           | 2    | 地區發展主任                                               |                  |

### 2008年香港立法會選舉
派出19人參選，希望有最少7人當選，五個地方選區各3人，4個功能組別候選人。

#### 參加區域
| 議席     | 屆別           | 編號 | 候選人 | 職業                         | 備註         |
| -------- | -------------- | ---- | ------ | ---------------------------- | ------------ |
| 地方選區 | 香港島         | 8    | 陳淑莊 | 大律師、區議員               |              |
| 地方選區 | 香港島         | 8    | 余若薇 | 資深大律師、立法會議員       | 爭取連任成功 |
| 地方選區 | 香港島         | 8    | 容詠嫦 | 執業會計師、區議員           |              |
| 地方選區 | 九龍西         | 5    | 毛孟靜 | 資深傳媒工作者、大學講師     |              |
| 地方選區 | 九龍西         | 5    | 伍月蘭 | 教育工作者                   |              |
| 地方選區 | 九龍西         | 5    | 鄧志盈 | 公關顧問、記者、編輯         |              |
| 地方選區 | 九龍東         | 4    | 梁家傑 | 資深大律師、立法會議員       | 爭取連任成功 |
| 地方選區 | 九龍東         | 4    | 余冠威 | 議員助理                     |              |
| 地方選區 | 九龍東         | 4    | 黃鶴鳴 | 律師、法律顧問               |              |
| 地方選區 | 新界東         | 8    | 湯家驊 | 資深大律師、立法會議員       | 爭取連任成功 |
| 地方選區 | 新界東         | 8    | 曾國豐 | 公共政策及社區事務顧問       |              |
| 地方選區 | 新界東         | 8    | 曾健超 | 註冊社工(青少年外展)         |              |
| 地方選區 | 新界西         | 1    | 張超雄 | 大學講師、立法會議員         | 爭取連任失敗 |
| 地方選區 | 新界西         | 1    | 陳琬琛 | 註冊社工、區議員             |              |
| 地方選區 | 新界西         | 1    | 黃家華 | 區議員                       |              |
| 功能界別 | 旅遊界功能界別 | 3    | 司馬文 | 執行董事                     |              |
| 功能界別 | 會計界功能界別 | 2    | 譚香文 | 稅務顧問、立法會議員         | 爭取連任失敗 |
| 功能界別 | 工程界功能界別 | 2    | 黎廣德 | 土木工程師、公共專業聯盟主席 |              |
| 功能界別 | 法律界功能界別 | 1    | 吳靄儀 | 大律師、立法會議員           | 爭取連任成功 |

### 2010年香港立法會補選
派出2人參選，選舉結果2席全數當選。

#### 參加區域
| 議席     | 屆別   | 編號 | 候選人 | 職業       | 備註 |
| -------- | ------ | ---- | ------ | ---------- | ---- |
| 地方選區 | 香港島 | 3    | 陳淑莊 | 大律師     |      |
| 地方選區 | 九龍東 | 2    | 梁家傑 | 資深大律師 |      |

### 2011年香港區議會選舉
派出42人參選，最終7人當選。

### 2012年香港立法會選舉
派出12人參選，五個地方選區各2人，2個功能組別候選人。

#### 參加區域
| 議席     | 屆別           | 編號 | 候選人 | 職業                         | 備註         |
| -------- | -------------- | ---- | ------ | ---------------------------- | ------------ |
| 地方選區 | 香港島         | 10   | 陳家洛 | 大學副教授                   |              |
| 地方選區 | 香港島         | 10   | 陳淑莊 | 大律師、立法會議員           | 爭取連任失敗 |
| 地方選區 | 九龍西         | 9    | 毛孟靜 | 資深傳媒工作者、大學講師     |              |
| 地方選區 | 九龍西         | 9    | 王德全 | 節目主持及監製               |              |
| 地方選區 | 九龍東         | 1    | 梁家傑 | 資深大律師、立法會議員       | 爭取連任成功 |
| 地方選區 | 九龍東         | 1    | 譚文豪 | 國泰航空民航機師             |              |
| 地方選區 | 新界西         | 7    | 郭家麒 | 泌尿外科專科醫生             |              |
| 地方選區 | 新界西         | 7    | 余若薇 | 資深大律師、立法會議員       | 爭取連任失敗 |
| 地方選區 | 新界東         | 15   | 湯家驊 | 資深大律師、立法會議員       | 爭取連任成功 |
| 地方選區 | 新界東         | 15   | 楊岳橋 | 執業大律師                   |              |
| 功能界別 | 工程界功能界別 | 1    | 黎廣德 | 土木工程師、公共專業聯盟主席 |              |
| 功能界別 | 法律界功能界別 | 1    | 郭榮鏗 | 大律師                       |              |

### 2015年香港區議會選舉
派出25人參選，最終10人當選。

#### 參加區域
| 區議會 | 地區 | 代號 | 選區   | 候選人 | 候選人(英文) | 編號 | 職業                | 備註 |
| ------ | ---- | ---- | ------ | ------ | ------------ | ---- | ------------------- | ---- |
| 香港島 | 東區 | C12  | 環翠   | 吳彥強 |              | 1    | 地區發展主任        |      |
| 香港島 | 東區 | C13  | 翡翠   | 黎志強 |              | 2    | 東區區議員          |      |
| 香港島 | 東區 | C21  | 丹拿   | 鄭達鴻 |              | 1    | 地區發展主任        |      |
| 香港島 | 東區 | C27  | 康怡   | 梁穎敏 |              | 2    | 地區發展主任        |      |
| 香港島 | 東區 | C28  | 康山   | 梁兆新 |              | 2    | 東區區議員/商業顧問 |      |
| 香港島 | 南區 | D01  | 香港仔 | 文豪強 |              | 1    | 經理                |      |
| 香港島 | 南區 | D06  | 海怡東 | 陳家洛 |              | 1    | 大學副教授          |      |
| 九龍   | 觀塘 | J25  | 麗港城 | 譚文豪 |              | 2    | 地區發展主任        |      |
| 九龍   | 觀塘 | J26  | 景田   | 唐廸勤 |              | 2    | 法庭聯絡主任        |      |
| 九龍   | 觀塘 | J20  | 栢雅   | 陳宇明 |              | 3    | 軟件工程師          |      |
| 九龍   | 觀塘 | J04  | 麗晶   | 畢東尼 |              | 2    | 行政總裁            |      |

### 2016年香港立法會補選
派出1人參選，選舉結果1席全數當選。

#### 參加區域
| 議席     | 屆別   | 編號 | 候選人 | 職業       | 備註 |
| -------- | ------ | ---- | ------ | ---------- | ---- |
| 地方選區 | 新界東 | 7    | 楊岳橋 | 執業大律師 |      |

### 2016年香港立法會選舉
派出11人參選，選舉結果6席當選。

#### 參加區域
| 議席     | 屆別                   | 編號 | 候選人 | 職業                                 | 備註       |
| -------- | ---------------------- | ---- | ------ | ------------------------------------ | ---------- |
| 地方選區 | 香港島                 | 14   | 陳淑莊 | 執業大律師                           |            |
| 地方選區 | 九龍西                 | 3    | 毛孟靜 | 資深傳媒工作者、大學講師、立法會議員 |            |
| 地方選區 | 九龍東                 | 9    | 譚文豪 | 國泰航空民航機師                     |            |
| 地方選區 | 新界西                 | 10   | 郭家麒 | 泌尿外科專科醫生、立法會議員         |            |
| 地方選區 | 新界東                 | 7    | 楊岳橋 | 執業大律師、立法會議員               |            |
| 功能界別 | 法律界功能界別         | B1   | 郭榮鏗 | 大律師、立法會議員                   |            |
| 功能界別 | 區議會 (第二) 功能界別 | 805  | 陳琬琛 | 註冊社工、荃灣區議員                 | 9月2日棄選 |

### 2019年香港區議會選舉
派出36人參選，最終有32人當選。

#### 參加區域
| 選區號碼 | 選區       | 候選人     | 政黨 | 政黨                               | 得票總數 （百分比）      | 有效票總數 （百分比） |
| -------- | ---------- | ---------- | ---- | ---------------------------------- | ------------------------ | --------------------- |
| C14      | 翡翠       | 1.黎志強*  |      | 公民黨、（柴灣起動）               | 3591（當選）（56.70%）   | 6,333 （66.83%）      |
| C14      | 翡翠       | 2.陳凱榮   |      | 民主建港協進聯盟、香港工會聯合會   | 2742（43.30％）          | 6,333 （66.83%）      |
| C21      | 錦屏       | 1.洪志傑   |      | 民主建港協進聯盟                   | 3027（49.30％）          | 6,140 （65.99%）      |
| C21      | 錦屏       | 2.李予信   |      | 公民黨、（北炮同盟）               | 3113（當選）（50.70%）   | 6,140 （65.99%）      |
| C22      | 丹拿       | 1.曾卓兒   |      | 自由黨                             | 2899（42.35％）          | 6,846 （75.76%）      |
| C22      | 丹拿       | 2.鄭達鴻*  |      | 公民黨、（北炮同盟）               | 3947（當選）（57.65%）   | 6,846 （75.76%）      |
| C26      | 康怡       | 1.魏志豪   |      | 公民黨                             | 4127（當選）（59.12%）   | 6,981 （78.15%）      |
| C26      | 康怡       | 2.周卓然   |      | 新民黨                             | 2854（40.88％）          | 6,981 （78.15%）      |
| C27      | 康山       | 1.劉聖雪   |      | 新民黨                             | 2564（40.76％）          | 6,291 （75.68%）      |
| C27      | 康山       | 2.梁兆新*  |      | 公民黨                             | 3727（當選）（59.24%）   | 6,291 （75.68%）      |
| D06      | 海怡東     | 1.林啟暉*  |      | （香港島各界聯合會）               | 2960（44.11％）          | 6,710 （79.31%）      |
| D06      | 海怡東     | 2.俞竣晞   |      | 公民黨                             | 3750（當選） （55.89%）  | 6,710 （79.31%）      |
| E07      | 富柏       | 1.余德寶*  |      | 公民黨                             | 4748（當選）（62.54%）   | 7,592 （72.97%）      |
| E07      | 富柏       | 2.陳德立   |      | （西九新動力、九龍社團聯會）       | 2844（37.46％）          | 7,592 （72.97%）      |
| E09      | 櫻桃       | 1.鍾澤暉*  |      | （西九新動力、九龍社團聯會）       | 2310（當選）（53.42％）  | 4,324 （71.38%）      |
| E09      | 櫻桃       | 2.伍僥敏   |      | 公民黨                             | 2014（46.58％）          | 4,324 （71.38%）      |
| F03      | 南昌北     | 1.王曉聖＃ |      | 獨立建制派                         | 55（1.38％）             | 3,995 （69.62%）      |
| F03      | 南昌北     | 2.鄭泳舜*L |      | 民主建港協進聯盟                   | 1747（43.73％）          | 3,995 （69.62%）      |
| F03      | 南昌北     | 3.劉家衡   |      | 公民黨                             | 2193（當選） （54.89%）  | 3,995 （69.62%）      |
| F15      | 美孚南     | 1.黃達東*  |      | 民主建港協進聯盟                   | 3117（43.67％）          | 7,137 （75.93%）      |
| F15      | 美孚南     | 2.周琬雯   |      | 公民黨                             | 4020（當選） （56.33%）  | 7,137 （75.93%）      |
| F16      | 美孚中     | 1.葉沛霖   |      | 新民黨                             | 2430（39.86％）          | 6,096 （76.10%）      |
| F16      | 美孚中     | 2.伍月蘭*  |      | 公民黨                             | 3666（當選） （60.14%）  | 6,096 （76.10%）      |
| F17      | 美孚北     | 1.李穎彰   |      | （獨立建制派）                     | 1347（20.13％）          | 6,694 （76.37%）      |
| F17      | 美孚北     | 2.羅小燕   |      | （西九新動力、原區議員張永森助理） | 1193（17.82％）          | 6,694 （76.37%）      |
| F17      | 美孚北     | 3.李俊晞   |      | 公民黨                             | 4153（當選） （62.05%）  | 6,694 （76.37%）      |
| G10      | 九龍塘     | 1.溫仲然   |      | 公民黨                             | 2,567 （46.51％）        | 5,519 （69.45%）      |
| G10      | 九龍塘     | 2.何顯明*  |      | 自由黨                             | 2,952（當選） （53.49%） | 5,519 （69.45%）      |
| G14      | 啟德中及南 | 1.張景勛   |      | （自由黨）                         | 1574（當選）（53.52%）   | 2,941 （71.47%）      |
| G14      | 啟德中及南 | 2.梁咏欣   |      | 公民黨                             | 1367（46.48％）          | 2,941 （71.47%）      |
| H11      | 橫頭磡     | 1.劉珈汶   |      | 公民黨                             | 4518（當選） （57.05%）  | 7,919 （70.62%）      |
| H11      | 橫頭磡     | 2.黎榮浩*  |      | 民主建港協進聯盟                   | 3401（42.95%）           | 7,919 （70.62%）      |
| H12      | 天強       | 1.陳安泰*  |      | 自由黨、（創建力量）               | 3075（40.02%）           | 7,683 （75.57%）      |
| H12      | 天強       | 2.鄭文杰   |      | 公民黨                             | 4608（當選） （59.98%）  | 7,683 （75.57%）      |
| J04      | 麗晶       | 1.畢東尼*  |      | 公民黨                             | 5364（當選） （68.26%）  | 7,858 （74.15%）      |
| J04      | 麗晶       | 2.陳蒨葶   |      | （九龍社團聯會、麗晶動力）         | 2494（31.74%）           | 7,858 （74.15%）      |
| J27      | 麗港城     | 1.鄧咏駿*  |      | （新論壇、創建力量、四川省政協）   | 3951（37.99%）           | 10,401 （78.56%）     |
| J27      | 麗港城     | 2.李煒林   |      | 公民黨                             | 6450（當選） （62.01%）  | 10,401 （78.56%）     |
| J28      | 景田       | 1.呂奭群   |      | （創建力量）                       | 3518（38.42%）           | 9,156 （76.08%）      |
| J28      | 景田       | 2.王嘉盈   |      | 公民黨                             | 5638（當選） （61.58%）  | 9,156 （76.08%）      |
| J40      | 淘大       | 1.李軍澤   |      | 公民黨                             | 3940（當選） （62.16%）  | 6,338 （72.75%）      |
| J40      | 淘大       | 2.葉興國*  |      | （創建力量）                       | 2398（37.84%）           | 6,338 （72.75%）      |
| K03      | 荃灣南     | 1.陳       |      | 民主建港協進聯盟                   | 1860（30.99%）           | 6,001 （76.86%）      |
| K03      | 荃灣南     | 2.陸靈中   |      | 公民黨                             | 3261（當選） （54.34%）  | 6,001 （76.86%）      |
| K03      | 荃灣南     | 3.馬庭熙   |      | 實政圓桌                           | 880（14.66%）            | 6,001 （76.86%）      |
| K17      | 石圍角     | 1.廖浩雲   |      | 公民黨                             | 2464（47.86%）           | 5,148 （67.26%）      |
| K17      | 石圍角     | 2.文裕明*  |      | 公屋聯會、新界社團聯會             | 2684（當選） （52.14%）  | 5,148 （67.26%）      |
| K18      | 梨木樹西   | 1.馮卓森   |      | 公屋聯會                           | 2108（33.80%）           | 6,237 （65.57%）      |
| K18      | 梨木樹西   | 2.黃家華*  |      | 公民黨                             | 4129（當選） （66.20%）  | 6,237 （65.57%）      |
| K19      | 梨木樹東   | 1.林顯輝   |      | 民主建港協進聯盟、香港工會聯合會   | 2441（31.89%）           | 7,655 （70.55%）      |
| K19      | 梨木樹東   | 2.陳琬琛*  |      | 公民黨、民主動力                   | 5214（當選） （68.11%）  | 7,655 （70.55%）      |
| R04      | 第一城     | 1.黃嘉榮*  |      | 新民黨、（公民力量）               | 2,753 （34.96%）         |                       |
| R04      | 第一城     | 2.黃文萱   |      | 公民黨                             | 5,122（當選） （65.04%） |                       |
| R11      | 秦豐       | 1.魏志偉   |      | 公民力量                           | 2174（31.29％）          |                       |
| R11      | 秦豐       | 2.李詩詠＃ |      |                                    | 43（0.62％）             |                       |
| R11      | 秦豐       | 3.陳諾恒*  |      | 公民黨                             | 4732（當選） （68.10%）  |                       |
| R22      | 穗禾       | 1.麥梓健   |      | 公民黨                             | 4054（當選） （58.47%）  |                       |
| R22      | 穗禾       | 2.陳壇丹   |      | 民主建港協進聯盟                   | 2879（41.53％）          |                       |
| R23      | 火炭       | 1.龐愛蘭*  |      | （新世紀論壇、創建力量）           | 2716（43.35％）          |                       |
| R23      | 火炭       | 2.雷啟榮   |      | 公民黨                             | 3550（當選） （56.65%）  |                       |
| R25      | 海嵐       | 1.俞卓君   |      | （獨立建制派、李進秋團隊）         | 1615（34.85％）          |                       |
| R25      | 海嵐       | 2.陳珮明   |      | 公民黨                             | 3019（當選） （65.15%）  |                       |
| R35      | 大水坑     | 1.容溟舟*  |      | 公民黨                             | 5157（當選） （58.72%）  |                       |
| R35      | 大水坑     | 2.朱煥釗   |      | 民主建港協進聯盟                   | 3626（41.28％）          |                       |
| R39      | 碧湖       | 1.陸梓峂   |      | 公民黨                             | 4280（當選） （55.32%）  |                       |
| R39      | 碧湖       | 2.黃冰芬*  |      | 民主建港協進聯盟                   | 3457（44.68％）          |                       |
| S17      | 荔華       | 1.朱麗玲*  |      | 民主建港協進聯盟                   | 2,818 （43.82%）         |                       |
| S17      | 荔華       | 2.張鈞翹   |      | 公民黨                             | 3,613（當選） （56.18%） |                       |
| S21      | 安灝       | 1.譚惠珍*  |      | 香港經濟民生聯盟                   | 3,620 （38.22%）         |                       |
| S21      | 安灝       | 2.譚家浚   |      | 公民黨                             | 5,642（當選） （59.57%） |                       |
| S21      | 安灝       | 3.吳家輝#  |      |                                    | 59 （0.62%）             |                       |
| S21      | 安灝       | 4.蘇智誠#  |      | 無黨派                             | 151 （1.59%）            |                       |
| S22      | 偉盈       | 1.麥美娟*L |      | 香港工會聯合會                     | 3,480 （40.12%）         |                       |
| S22      | 偉盈       | 2.冼豪輝   |      | 公民黨                             | 5,194（當選） （59.88%） |                       |
| T05      | 東涌中     | 1.李嘉豪   |      | 公民黨                             | 2,708（當選） （53%）    |                       |
| T05      | 東涌中     | 2.傅曉琳*  |      | 新民黨                             | 2,359 （47%）            |                       |
| T07      | 愉景灣     | 1.容詠嫦*  |      | 公民黨                             | 2,072（當選） （65%）    |                       |
| T07      | 愉景灣     | 2.周元谷   |      | （獨立建制派）                     | 1,132 （35%）            |                       |

## 和其他民主派政黨關係
一般被視為和公民黨友好的政黨是民主黨，兩黨均是主流民主派政黨，並擁有民主派最多的立法會民選議席。民主黨創黨主席李柱銘於2008年自己宣佈退選立法會時，曾提出兩黨合併，並曾獲當時為公民黨的湯家驊推薦競選法律界功能組別議席，但指兩黨仍有不少分岐。兩黨在2012年政改方案出現分歧，民主黨無參與五區總辭並投票支持政改，而公民黨參與五區總辭並投票反對政改。2012年立法會選舉因公民黨搶票導致民主黨失去新界西所有席次。但選後兩黨的關係已經大幅改善。
公民黨和較獲基層勞工支持的民協、街工、工黨、職工盟不算密切，街工梁耀忠於2007年特首選舉甚至並未提名梁家傑，惟關係不算負面。在2012年政改方案中，公民黨與街工、其後創立工黨的三名議員投下反對票。
公民黨與同屬民主派陣營的社會民主連線（社民連）關係複雜。兩黨曾在2008年立法會選舉中互相攻擊，但是在2010年的五區總辭中，公民黨與社民連結為聯盟，各自派出分別兩名和三名立法會議員參與「五區總辭」。兩黨在政改方案投下反對票，惟社民連部分成員在政改分案獲立法會通過後因路線分歧，退出社民連另組人民力量後，社民連和公民黨的關係已經大幅改善。

## 爭議事件
以下提及的訴訟，部分案件與公民黨前身四十五條關注組的成員有關。政敵多指責公民黨在背後教唆市民打官司，而公民黨本身則聲明所有官司與公民黨無關(包攬訴訟屬刑事罪行)，負責接辦官司的大律師黨員都是由政府法律援助署指派的，法律援助署只有在信納訴求合理下才會批出援助，而且司法覆核還受法庭批准才可開審。認為攻擊公民黨的人同時是阻礙市民運用司法覆核維護自身權益。。

### 莊豐源案
2001年的「莊豐源案」開了雙非嬰兒在港出生擁有居港權的先例。當年一對大陸夫婦來港旅遊期間產子，兒子莊豐源被遣返，公民黨創黨黨員的資深大律師李志喜(當時公民黨及其前身四十五條關注組尚未成立)，受法律援助署委派代表莊豐源打官司勝訴。香港特區政府曾經請求終審法院根據《基本法》第158條提請全國人民代表大會常務委員會解釋《基本法》，不過終審法院沒有採納。終審法院在2001年7月20日判決政府敗訴後，特區政府表示對判決失望，但是會尊重判決及採取適當措施執行判決。當時的香港大律師公會主席梁家傑對港府不繞過終審法院尋求人大釋法表示歡迎。
2003年，中國大陸實施自由行政策後，大量沒有香港居留權的中國大陸夫婦（均非香港居民）前來香港產子，以便子女享有香港居留權和福利，是為雙非問題。2012年梁振英就任香港特別行政區行政長官後，特區政府拒絕未有本地醫院預約證明的大陸孕婦過關，而制止雙非問題蔓延。

### 五區總辭
2010年的五區總辭中，公民黨與社民連結為聯盟，各自派出分別兩名和三名立法會議員參與「五區總辭」。當時作為泛民主派第一大政黨的民主黨並無參與。建制派政黨批評此舉「浪費公帑」並杯葛相關補選，兩黨候選人（辭職的議員）最終在補選中勝出，贏得50多萬票，得票率合共17.1%。

### 港珠澳大橋訴訟
在港珠澳大橋訴訟中，被法律援助署聘任的公民黨黨員黃鶴鳴被媒體指背後煽動東涌居民朱綺華，透過司法覆核推翻港珠澳大橋的環境影響評估 ，間接令逾70項香港基建工程全面「叫停」，包括沙中線工程被拖延約9個月，虛耗88億元公帑，其他整體經濟及就業等負面影響更難以估算。媒體並質疑公民黨黨魁曾向港珠澳大橋案申請人提供法律意見，有失德及違反公眾利益之嫌。朱婆婆事後接受傳媒訪問時說自己「根本唔係有心搞」，只是有人請她出來，但又強調自己並非扯線公仔給人利用。
公民黨稱黨方「由頭到尾都沒有參與有關案件」。余若薇則在專欄以個人身份撰文反駁政府，港珠澳大橋工程延誤並非因為司法覆核，因為法庭根本沒有向政府頒發工程禁制令，而且在政府首次敗訴前亦早有報導指出港珠澳大橋工程延誤是由於「工程須與內地協調，以及需要就大嶼山以北的大小磨刀進行額外的海岸公園初步研究」。而政府在2011年2月提交立法會的文件亦指出，大橋施工前工作延誤15個月的原因是「內地顧問需要較常時間對物理模型做出調整」，而大橋香港口岸‭ ‬–‭ 詳細設計及工地勘测工作延誤5個月，則是因為「需要額外時間進行香港口岸國際概念設計比賽，然后再就上蓋建築進行詳細設計」，均與司法覆核無關。

### 外傭居港權案
2010年底，法律援助署委派公民黨憲制及管治支部副主席李志喜，協助3名外傭入稟高院申請司法覆核，為外傭居港爭議掀起序幕。此訴訟關乎在港連續工作滿7年的外籍家庭傭工，是否可以根據《基本法》第二十四條而擁有資格申請成為香港永久性居民。此案在香港引起極大爭議，反對者擔心一旦外傭一方勝訴並成為案例，數以十萬計的外傭及其家人有可能取得永久居港權；倘政府不採取「截龍」措施，合資格居港外傭人數不斷膨脹，勢必對香港社會造成不能承受的額外負擔。支持者則認為估計誇大，而且外傭要符合入境條例所有要求條件並不容易，只要入境事務處嚴加把關就可以令數目受限制。最後終審法院拒絕就案件尋找人大常委會解釋（因為只屬自治範圍與中央無涉），並裁定外傭敗訴，外傭工作不能被視為以香港為定居地，故不能以據此申請居留權。公民黨其後公開宣布反對外傭居港權。
公民黨因黨員李志喜為外傭打官司而備受批評，同時支持度亦大跌。數年後受訪時，公民黨核心成員、資深大律師梁家傑解釋法律界有所謂的「的士站原則(cab-rank rule)」，像的士司機不能拒載一樣，行規是大律師不能隨便拒絕接案，否則一些特殊求助人將無法得到應有的法律支援。梁指出，外傭居港權案中有一些法律觀點需要釐清，這樣才對香港人及其他持份者公平，而全港擅長相關案件的大律師只有幾人，其中一位是公民黨的李志喜。梁的講法與前大律師公會主席林孟達的講法吻合。林在2012法律年度開啟典禮致辭時指出，部份法律界人士因為幫助一些不受歡迎的當事人而受到批評，甚至謾罵。林斥這些指控完全是毫無理據，亦顯示批評者對大律師的義務和「的士站原則」等傳統一無所知。

### 雨傘革命
前黨員陳家駒於《立場新聞》一則專訪中踢爆當時他協助做區的區議員就曾向他抱怨指「最衰公民黨，每日都擺支旗喺金鐘，搞到我唔知點同選民交代」
他認為「如果你明知道政府錯，唔去表達，而你又係政治人物的話，我接受唔到。」
期後因公民黨堅稱二零一四年發生的是雨傘運動不是雨傘革命的取態，最終決定退黨，初一警民衝突後受梁天琦影嚮，毅然成立學生獨立聯盟，指泛民放棄於六四屠城後尋求獨立，繼續教條主義只會走向末路。

## 評價
公民黨「消除貧窮、公平貿易、爭取社會公義」的政策綱領，並對最低工資採取正面態度，2006年成立兩日後曾被《蘋果日報》標籤為「共產」、「左傾」同「搞福利主義」，指公民黨是「公社民粹黨」，《壹週刊》社長楊懷康更在周刊的社評〈壹觀點〉中批評公民黨「政府要有明確而穩定的長遠經濟政策」是以社會主義為取向，推動計劃經濟；又批評公民黨累進稅制、財富再分配、最低工資的主張。但蘋果日報現時幾乎不再批評公民黨。

## 前成員
- 何啟明：現為民協成員及深水埗前區議員
- 林雨陽：現為人民力量成員
- 季霆剛：現為民建聯成員
- 司馬文：現任公共專業聯盟成員及前南區區議會副主席
- 譚香文：曾任前綫秘書長，創黨時唯一一位雙料議員，前任黃大仙區議員
- 張超雄：現為工黨成員，前任香港立法會議員
- 朱韶洪：現任維園衝鋒主席
- 張漢賢：前香港人優先召集人
- 湯家驊：現任民主思路召集人及行會成員
- 陳祖為：曾任民主思路聯席召集人，2017年8月退出。[52]
- 曾健超：七警案的新聞人物及前任九龍城區議會區議員
- 毛孟靜：前香港本土成員，前任香港立法會議員，2016年11月14日退出，2020年因參與民主派初選案民主派總辭後而入獄。
- 陳家駒：曾任學生獨立聯盟召集人
- 賴文輝：前任荃灣區議會區議員，民主黨成員
- 伍月蘭：前任深水埗區議會副主席，2020年7月31日退黨。[53]
- 陳淑莊：前任香港立法會議員、前中西區區議會區議員，以及前民主派會議召集人。[54]
- 陳諾恒：前任沙田區議會區議員，前沙田區政成員[55]
- 譚家浚：前任葵青區議會區議員[56]
- 冼豪輝：前任葵青區議會區議員[57]
- 俞竣晞：前任南區區議會區議員[58]
- 鄭達鴻：前任東區區議會區議員，前北炮同盟成員[59]
- 楊岳橋：前任黨魁及前任立法會議員[60]
- 譚文豪：前任立法會議員[61]
- 郭家麒：前任立法會議員[61]
- 李予信：前任東區區議會區議員，前北炮同盟成員[61]
- 鄭文杰：前任黃大仙區議會區議員
- 黃家華：前任荃灣區議會區議員
- 李軍澤：前任觀塘區議會區議員
- 郭榮鏗：前任立法會議員
- 李煒林：前任觀塘區議會區議員
- 黃文萱：前任沙田區議會區議員
- 雷啟榮：前任沙田區議會區議員
- 劉珈汶：前任黃大仙區議會區議員[62]
- 王嘉盈：前任觀塘區議會區議員
- 余德寶：前任油尖旺區議會副主席
- 劉家衡：前任深水埗區議會區議員
- 李俊晞：前任深水埗區議會區議員
- 陸靈中：前任荃灣區議會區議員
- 陳琬琛：前任荃灣區議會主席
- 張鈞翹：前任葵青區議會區議員
- 麥梓健：前任沙田區議會區議員
- 陸梓峂：前任沙田區議會區議員
- 李嘉豪：前任離島區議會區議員
- 容詠嫦：前任離島區議會區議員
- 溫仲然：曾在2019年區議會選舉參選九龍城區議會九龍塘選區但落敗。

## 清盤令

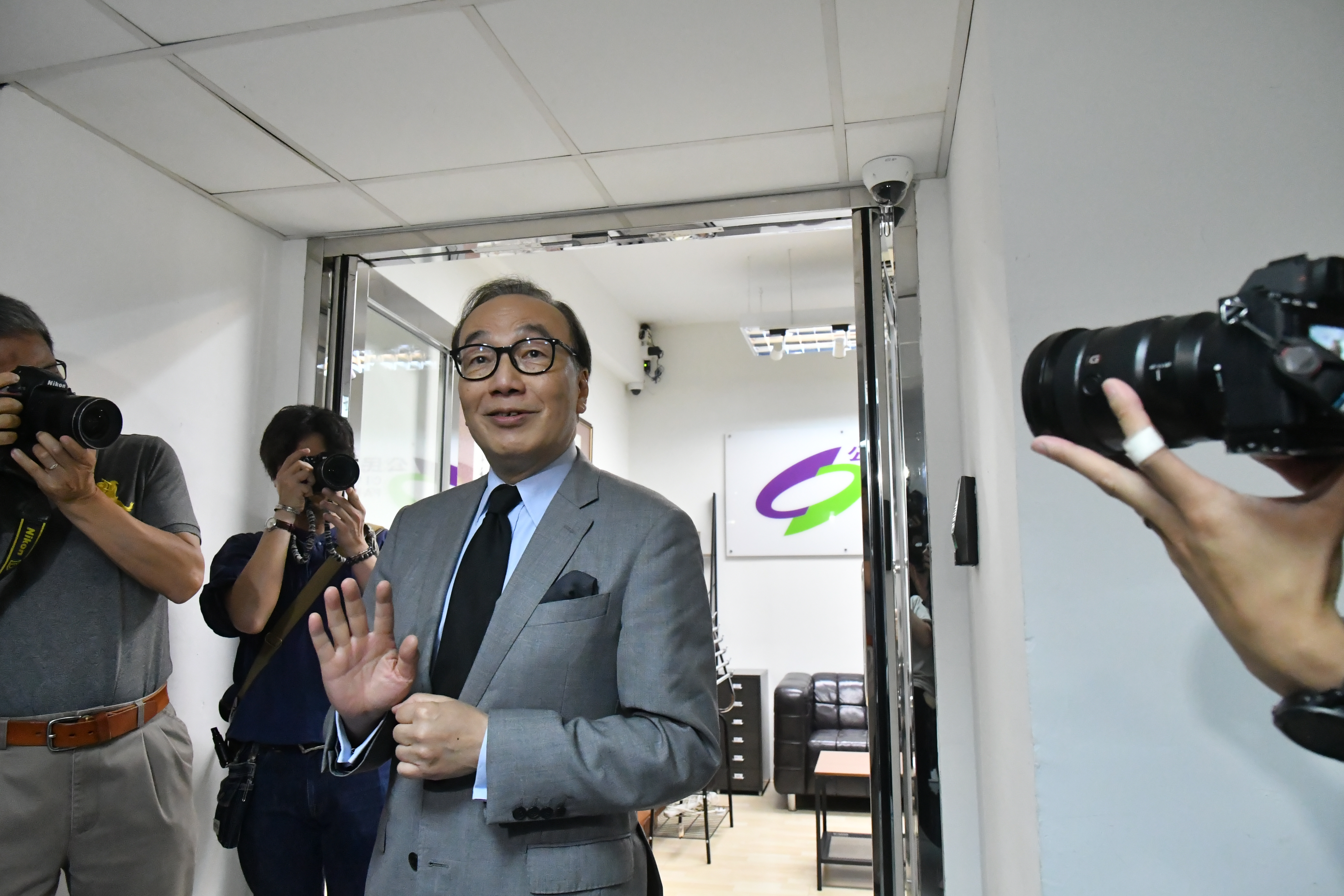
攝於2023年5月27日，在公民黨成員清盤後的最後一任主席為梁家傑等。

公民黨最後一任黨魁為楊岳橋，自2020年底開始懸空；目前主席為前黨魁、資深大律師梁家傑；內務副主席為香港明愛九龍社區中心擔任督導主任的註冊社工賴仁彪；外務副主席空缺；秘書長為執業大律師梁嘉善，副秘書長空缺；司庫為執業會計師蔡啟昇。
2021年，公民黨創立15周年，然而公民黨前黨魁楊岳橋、副主席譚文豪、郭家麒及東區區議員李予信，因參與「35+」民主派初選案被控串謀顛覆國家政權罪，被還押四人宣布退黨並相繼辭職，只剩下公民黨主席梁家傑等。
2023年5月27日，資深大律師、公民黨主席梁家傑宣布公民黨解散，正式結束17年的歷史任務。

## 相關
- 青年公民

## 外部連結
- 公民黨官方網站（页面存档备份，存于）
- 香港網絡大典 公民黨條目（页面存档备份，存于）
- CP網電台[永久]